# 舟宿
舟宿（ふなやど）もしくは船宿とは屋形船や釣船を業とする商業施設。江戸時代の江戸・大坂などの川沿いの大都市に成立した。今日でも営業しているものがある。
宿と称しているが宿屋ではなく船の貸し出しを生業とする、ただし遊里に程近い船宿の場合は二階に休息所などを設ける場合もある。このような休息所は社交場として人気が高く、遊里に通う客などに愛された。江戸や大坂などには川が多く、遊び客にとって船宿は欠かせない存在であった。特に江戸は縦横に河川や運河がめぐらされており、ヴェネツィアにも匹敵する水運都市だったため、随所に船宿が存在した。
腕のいい船頭を雇い、諸々の船を所有して借り賃を得る。今で言うタクシーのような存在だった。また、河川や穏やかな海上で釣りや舟遊びなどの遊興目当ての客を相手に商売を行い、特に花見や花火、納涼の時期の風物詩であった。落語の「船徳」や、池波正太郎の時代劇作品などにその描写が見て取れる。
釣り船などを貸し出す場合もあくまでも船の賃貸料を生計としており、釣り船の場合釣った魚の所有権は借主にある。
現在においても、東京都心部では隅田川や東京湾の周辺で営業を続けている舟宿がある。